# Cylindrophis burmanus
Espèce
Synonymes
- Cylindrophis rufus burmanus Smith, 1943

Cylindrophis burmanus est une espèce de serpents de la famille des Cylindrophiidae.

## Répartition
Cette espèce est endémique de Birmanie.

## Étymologie
Son nom d'espèce lui a été donné en référence au lieu de sa découverte, la Birmanie.

## Publication originale
- Smith, 1943 : The Fauna of British India, Ceylon and Burma, Including the Whole of the Indo-Chinese Sub-Region. Reptilia and Amphibia. 3 (Serpentes). p. 1-583.